# Mai Itō
Mai Itō (伊藤舞, Itō Mai), née le 23 mai 1984 à Nara, est une athlète japonaise, spécialiste du marathon.
Elle représente le Japon aux championnats du monde 2011 et à ceux de 2015, où elle termine 7e (finaliste). Son record est de 2 h 25 min 26 s.